# Dendritna stanica
Dendritna stanica (eng. dendritic cell, DCs) je antigensko-predstavljajuća stanica sisavačkog imunosnog sustava. Glavna im je funkcija obrađivati antigenski materijal i predstaviti ga na staničnu površinu T-limfocita imunosnog sustava. Djeluju kao glasnik između system. They prirođenog i stečenog imunosnog sustava.